# Ернст Бамберг
Ернст Бамберг (нім. Ernst Bamberg; нар. 9 листопада 1940, Крефельд, Німеччина) — німецький біофізик, піонер у галузі оптогенетики. Професор, доктор філософії (1971), з 1993 року директор департаменту біофізичної хімії Max Planck Institute of Biophysics, фул-професор Франкфуртського університету (1993—2009).
В 1971 році здобув ступінь доктора філософії з фізичної хімії у Базельському університеті. В 1976 році габілітований у Констанцькому університеті.

## Нагороди та визнання
- 1979: Член товариства Гейзенберга
- 1987 Премія Бориса Раєвського з біофізики
- 2009: Wissenschaftspreis: Forschung zwischen Grundlagen und Anwendungen[de]
- 2010: Премія Вайлі[en][1]
- 2010: Karl Heinz Beckurts-Preis[de][2]
- 2011: Член Леопольдини[3]
- 2012: Zülch-Preis[de][4]
- 2013: Brain Prize[en][5][6]
- 2019: Премія Румфорда[7][8]
- 2019: Clarivate Citation Laureate[9]